# Eunidia ruficornis
Eunidia ruficornis là một loài bọ cánh cứng trong họ Cerambycidae.